# Рапсодія Балтики
«Рапсодія Балтики» (пол. Rapsodia Bałtyku) — польський чорно-білий художній фільм, драма 1935 року.

## Сюжет
Троє друзів — Адам, Зигмунт та Єжи — служать в ескадрильї гідропланів військово-морського флоту в Гдині. Багато років тому Адам Хальний закохався в молоду дівчину, не знаючи, що вона наречена його друга з офіцерської школи Зигмунта Заторського. Тоді Адам вирішив піти з дороги друга. За кілька років вони зустрічаються знову. Ева вже дружина Зигмунта, але після повернення Адама шлюб опиняється під загрозою. Під час польоту над морем через сильну бурю літак терпить аварію, і Адам і Зигмунт, що летять на ньому, перебувають у смертельній небезпеці. Ця подія не тільки зміцнює їхню дружбу, а й усуває всі непорозуміння.

## У ролях
- Адам Бродзіш — Адам
- Мечислав Цибульський — Зигмунт
- Єжи Марр — Єжи
- Барбара Орвід — Єва
- Марія Боґда — Янка
- Станіслав Селянський — Пшендза.
- Павло Оверлло — командор Зелінський
- Моніка Карло